# Fergie's Fledglings
Fergie's Fledglings var en gruppe af Manchester Uniteds spillere under ledelse af Sir Alex Ferguson (ofte med tilnavnet "Fergie"), og trænet af assistenttrænerne Brian Kidd og Eric Harrison, før de udviklede sig til at være førsteholdspillere. Denne fremgangsmåde er en klar hyldest til Matt Busby, som brugte mange unge spillere under sit virke som træner.

## Liste over Fergie's Fledglings

### 1980'erne
- Russell Beardsmore
- Tony Gill
- Deiniol Graham
- Giuliano Maiorana
- Lee Martin
- Mark Robins
- Lee Sharpe
- David Wilson

### 1990'erne
- David Beckham
- Nicky Butt
- Chris Casper
- Terry Cooke
- Simon Davies
- Ryan Giggs
- Keith Gillespie
- Gary Neville
- Phil Neville
- Pat McGibbon
- John O'Kane
- Kevin Pilkington
- Robbie Savage
- Paul Scholes
- Ben Thornley
- Graeme Tomlinson